# Palača Bolsa
Palača Bolsa (portugalsko Palácio da Bolsa, dob. 'borzna palača') je zgodovinska stavba v Portu na Portugalskem. Palačo je v 19. stoletju zgradilo mestno komercialno združenje ({lang-pt|Associação Comercial do Porto}}) v neoklasicističnem slogu. Stoji na trgu Infante D. Henrique v zgodovinskem središču Porta, ki ga je UNESCO uvrstil na seznam svetovne dediščine.

## Zgodovina
Palača Bolsa stoji poleg cerkve sv. Frančiška v Portu, ki je bila nekoč del samostana sv. Frančiška, ustanovljenega v 13. stoletju. Leta 1832, med liberalno vojno, je požar uničil križni hodnik samostana in prizanesel cerkvi. Leta 1841 je kraljica Marija II. podarila ruševine samostana mestnim trgovcem, ki so se odločili, da bodo na tem mestu zgradili sedež trgovskega združenja.
Gradbena dela so se začela leta 1842 po načrtih arhitekta iz Porta Joaquima da Costa Lima mlajšega, ki je zasnoval neoklasicistično palačo s paladijevskim vplivom, ki so jo navdihnile prejšnje strukture, zgrajene v mestu. Večina palače je bila dokončana do leta 1850, vendar je bila dekoracija notranjosti končana šele leta 1910 in je vključevala več različnih umetnikov.
Palača Bolsa je od leta 1982 razvrščena kot nacionalni spomenik.

## Umetnost in arhitektura
Prvi arhitekt palače je bil Joaquim da Costa Lima mlajši, ki je bil zadolžen za projekt od leta 1840 do 1860. Bil je odgovoren za splošno zasnovo stavbe, ki se je zgledovala po paladijevski arhitekturi, ki je bila v Portu v modi od poznega leta 18. stoletja, izražena v zgradbah, kot so Bolnišnica svetega Antona (angleškega arhitekta Johna Carra), English Factory (drugega Angleža, Johna Whiteheada) in več projektov portugalskega arhitekta Carlosa Amaranteja.
Splošna stavba palače je bila dokončana do leta 1850, vendar je bilo več arhitekturnih podrobnosti pozneje zaupanih arhitektom Gustavu Adolfu Gonçalvesu e Sousa (avtor stopnišča in arabske sobe), Tomásu Augustu Solerju (kovinska kupola dvorišča) in med drugimi Joelu da Silva Pereira (sodna soba).
Notranjost palače, ki je bila dokončana šele leta 1910, je veličastno okrasilo več umetnikov. Osrednje dvorišče (Dvorišče narodov - Pátio das Nações) pokriva velika kovinska osmerokotna kupola s steklenimi ploščami, ki jo je oblikoval Tomás Soler in je bila zgrajena po letu 1880. Spodnji del kupole krasijo naslikani grbi Portugalske in držav, s katerimi je imela Portugalska trgovinske odnose v 19. stoletju. V zadnji del dvorišča vodi razkošno stopnišče, ki ga je leta 1868 zgradil Gonçalves e Sousa, do zgornjih nadstropij in je okrašeno z doprsnimi kipi slavnih kiparjev Antónia Soaresa dos Reisa in Antónia Teixeira Lopesa. Stropne freske je naslikal António Ramalho.
Več sob v palači - sodna soba, zborna soba, zlata soba - razstavno pohištvo Joséja Marquesa da Silve, alegorične slike Joséja Marie Velosa Salgada in Joãoja Marquesa de Oliveire, kipi Teixeire Lopesa in mnoga druga umetniška dela. Vrhunec palače pa je Arabska soba, ki jo je med letoma 1862 in 1880 zgradil Gonçalves e Sousa. Soba je okrašena v eksotičnem mavrskem slogu, ki je bil moderen v 19. stoletju, in se uporablja kot sprejemna dvorana za osebnosti in voditelje držav, ki obiščejo Porto.

## Galerija
- Pátio das Nações
- Arabska soba v mavrskem slogu. V stenah sta dva napisa. Eden, ki je približno preveden v Z božansko podporo Boga, in drugi, ki je približno preveden v Slava pokojni Mariji II.
- Knjižnica
- Zlata soba
- Sodna dvorana
- Soba za generalni zbor